# 고강민 (가수)
고강민(1978년 ~)은 대한민국의 가수 겸 보디빌더다.

## 방송
- 너의 목소리가 보여 7 (2020) - 임재범 편
- 트롯 전국체전 (2020) - Top36
- 미스터트롯2 - 새로운 전설의 시작 (2022) - Top73

## 음반
- 트롯 전국체전 PART.4 (2020)
- 아프다 (2021)